# Megalobrimus scutellatus
Megalobrimus scutellatus är en skalbaggsart som beskrevs av Aurivillius 1916. Megalobrimus scutellatus ingår i släktet Megalobrimus och familjen långhorningar.
Artens utbredningsområde är Malawi. Inga underarter finns listade i Catalogue of Life.